# Gauge (Technik)

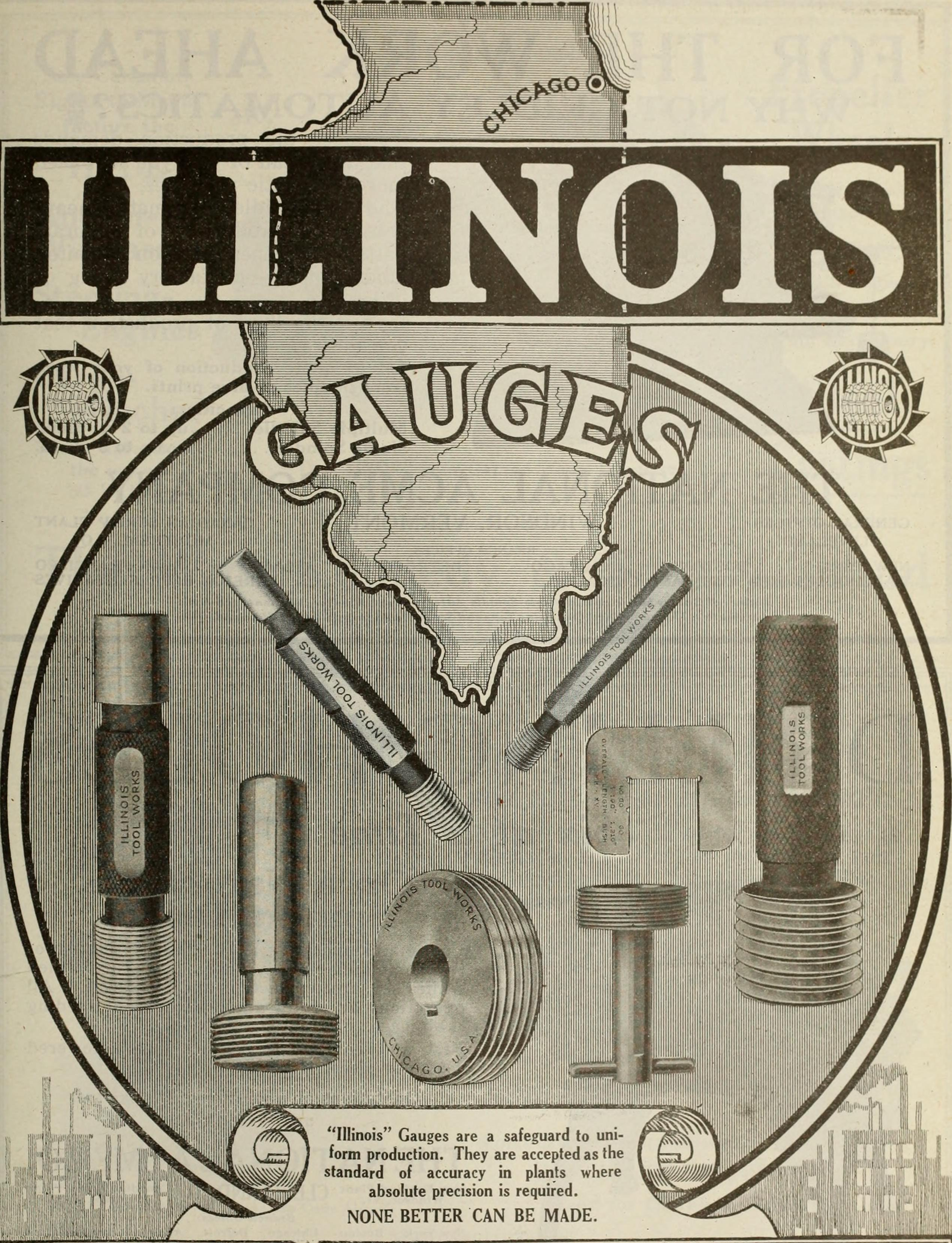
Diverse mechanische Gauges

Gauge oder Gage (Aussprache für beide Schreibweisen: [geidʒ]) ist ein englisches Wort, das im Deutschen für unterschiedliche Begriffe steht. Gauge kann einerseits ein Messgerät bezeichnen, insbesondere eine Messlehre, Messuhr oder einen Messschieber, und andererseits die hiermit messtechnisch bestimmte physikalische Größe wie ein Maß, insbesondere ein Eichmaß oder Endmaß.

## Maß

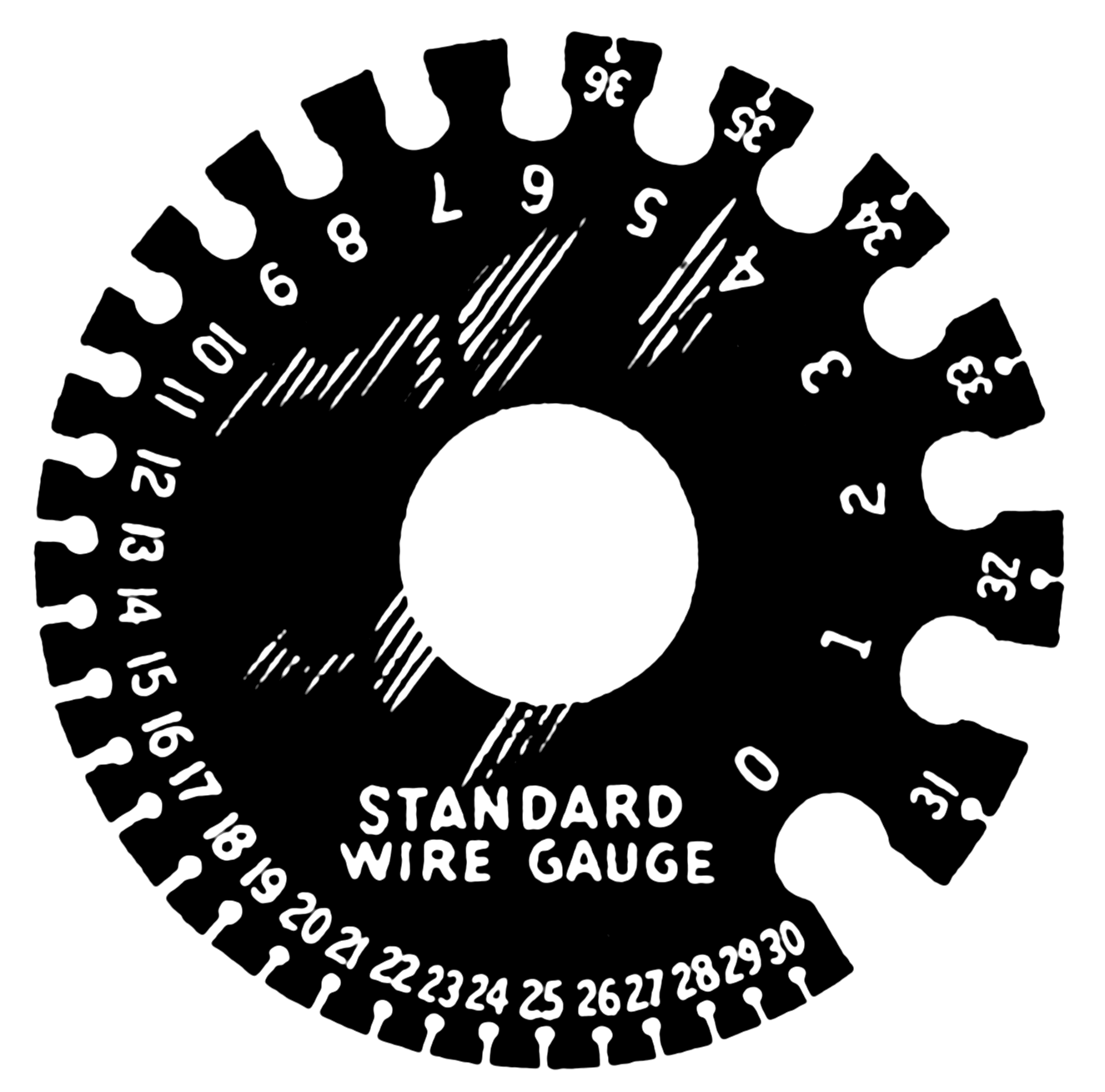
Lehre zur Bestimmung des Durchmessers von Draht

Das Maß Gauge bzw. Gage (Abkürzung: G oder gg) wird bei folgenden Gegenständen benutzt:
- Größe von Kanülen für Spritzen und peripheren Venenverweilkathetern
- die Dicke von Drähten, Schrauben und dünnen Blechen, vornehmlich in Nordamerika
  - American Wire Gauge (AWG), seit 1857 in Nordamerika für Buntmetall-Drähte in Gebrauch.
  - US Steel Wire Gauge (US. Standard Plate Gauge oder Washburn & Moen Gauge), für Stahldrähte in Nordamerika.
  - Imperial Standard Wire Gauge (SWG oder ISWG), war von 1884 bis 1986 in Großbritannien offizielles Maß für Drahtdurchmesser. Davor gab es das
  - Birmingham Wire Gauge (BWG), es ist identisch mit Stubs' Iron Wire Gauge.
- die Saitenstärke bei Gitarren, Bässen (Music Wire Gauge) und Tennissaiten.
- das Kaliber von Flintenmunition
- die Spurweite von Eisenbahngleisen
- als Durchmesserangabe bei Piercings
- Für das Gewinde von Speichen bzw. Nippeln bei Fahrradlaufrädern
- die Anzahl der Maschennadeln auf 1,5 engl. Zoll (= 38,1 mm) bei Wirkwaren

## Lehre, Messgerät
- Benzinuhr („Petrol gauge“)

Solch ein Manometer wird als „Pressure gauge“ bezeichnet

- Dehnungsmessstreifen („Strain gauge“)
- Druckmesser („Pressure gauge“) (Bild)
- Endmaß („Gauge block“)
- Gewindeschablone („Thread pitch gauge“)
- Grenzlehre („Go-NoGo gauge“)
- Messuhr („Gauge“)
- Pegellatte („Stream gauge“)
- Thermometer („Temperature gauge“)
- Treppenlehre („Stair gauge“)